# Plebiscyt Przeglądu Sportowego 1989
55. Plebiscyt „Przeglądu Sportowego” na najlepszego sportowca Polski zorganizowano w 1989 roku.

## Wyniki
1. Joachim Halupczok – kolarstwo (278 938 pkt.)
2. Marek Piotrowski – kick-boxing (253 026)
3. Artur Wojdat – pływanie (171 558)
4. Izabela Dylewska – kajakarstwo (133 680)
5. Andrzej Grubba – tenis stołowy (129 781)
6. Rafał Szukała – pływanie (121 959)
7. Grzegorz Filipowski – łyżwiarstwo figurowe (104 595)
8. Dorota Idzi – pięciobój nowoczesny (102 351)
9. Waldemar Marszałek – sporty motorowodne (86 179)
10. Rafał Kubacki – judo (58 200)